# Port Hueneme
Port Hueneme è un centro abitato (City) degli Stati Uniti d'America, situato nella contea di Ventura dello Stato della California.
È stata set del film Ritorno al futuro - Parte III, in particolare delle scene in cui viene distrutta la DeLorean e in cui il dottor Brown torna con un treno come macchina del tempo.